# Vimaladharmasurya II
Vimaladharmasurya II (Mahastana) fou rei de Uda Rata (1687-1707). Era fill de Raja Sinha II al que va succeir.
El rei Raja Sinha II veient que arribava la seva fi es va reunir amb els seus ministres a Hanguranketa, i els va presentar un fill que havia mantingut en secret, de nom Mahastana, al que va declarar el seu hereu; tot i la incredulitat dels ministres, li van haver de jurar fidelitat. El rei va morir el 25 de novembre de 1687; el 10 de desembre següent ambaixadors reials van arribar a Colombo per anunciar la successió de Mahastana al tron amb el nom de Vimaladharmasurya II.
Va convidar a 33 monjos de la Upasampada (ordre superior) de Siam i va establir l'alta ordenació que va ajudar a protegir el budisme
El maig de 1707 el rei Vimaladharmasurya II va pelegrinar durant set dies al Samanala Kanda per adorar la petjada de buda oferint al santuari un para-sol de plata; el rei va morir poc després, el 4 de juny de 1707 amb gran pesar popular i el va succeir el seu fill Sri Vira Parakrama Narendra Sinha o escurçat a Vira Narendra Sinha, de 17 anys.